# Elektra (Hauptmann)
Elektra ist ein Versdrama des deutschen Nobelpreisträgers für Literatur Gerhart Hauptmann, das vom August 1942 bis zum Februar 1945 entstand und am 10. November 1947 in den Kammerspielen des Deutschen Theaters Berlin unter der Regie von Heinz Wolfgang Litten uraufgeführt wurde. Der Einakter – 3. Teil der Atriden-Tetralogie – hatte an einem Theaterabend, zusammen mit dem 2. Teil – Agamemnons Tod – auf derselben Bühne Premiere.
Gerhart Hauptmanns Vorlage war die Ermordung der Klytämnestra durch ihren Sohn Orest, der zweite Teil der Trilogie Orestie des Aischylos. Elektra stachelt den Bruder Orest zum Mord an beider Mutter, der Königin Klytämnestra, auf. Die „unerbittliche Schicksalstragik“ des ersten und zweiten Teils der Tetralogie werde in diesem dritten Teil mit „lückenlos herrschender Determination“ wiederholt.

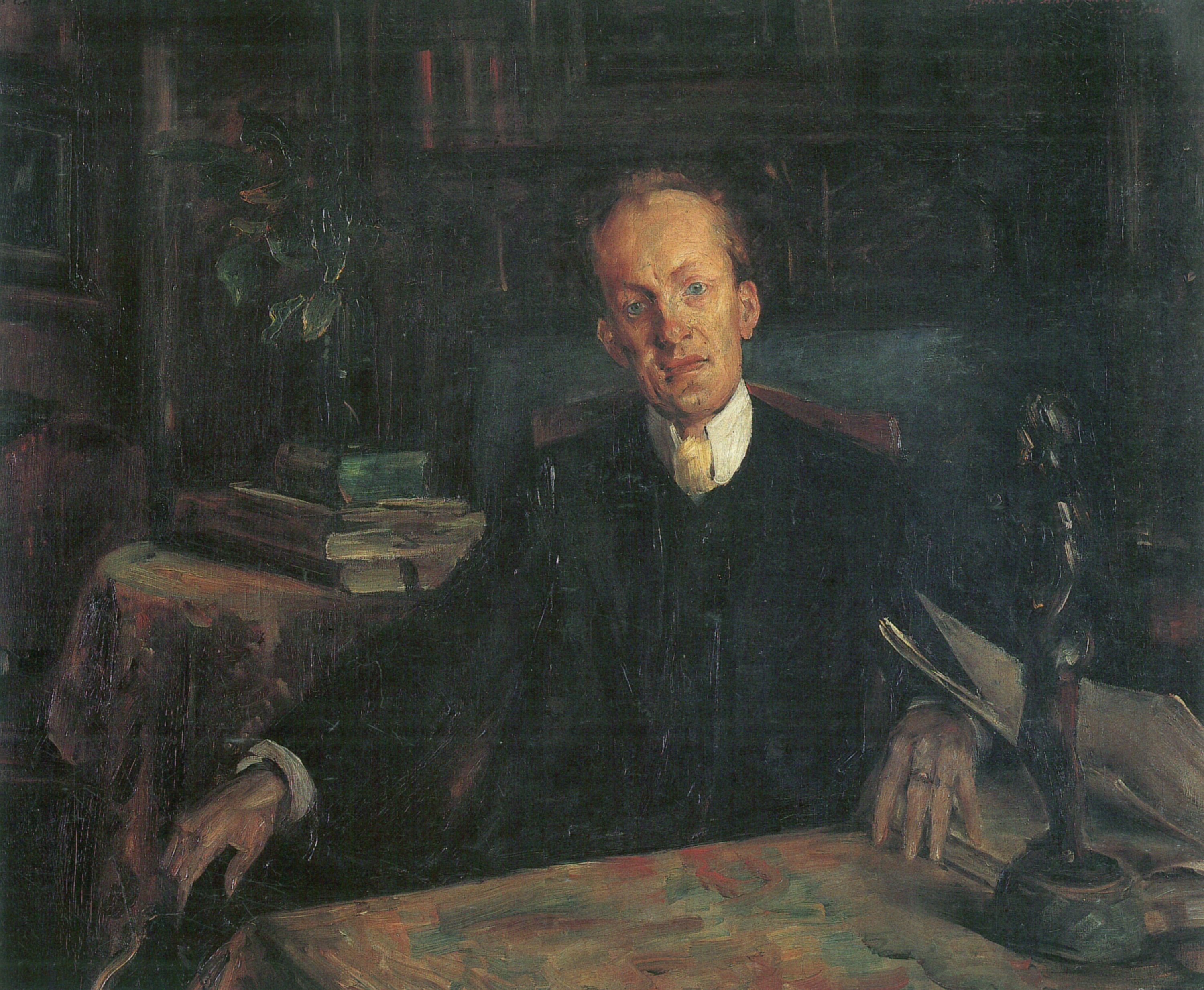
Gerhart Hauptmann auf einem Gemälde von Lovis Corinth anno 1900

## Inhalt
In der Argolis, in dem in den Bergen nahe bei Mykene versteckten Demetertempel: Orest, von seiner Mutter Klytämnestra verfolgt, will Rache. Die über Mykene herrschende Königin hat ihren Gatten – Orests Vater Agamemnon – „ruchlos und meuchlings aus der Welt geschafft“. Orest, von der Mutter aus dem Königreich vertrieben, kommt von weither nach Hause und fragt seinen Freund, den treuen Untergebenen und Begleiter Pylades, ob die Schwester Elektra noch am Leben sei. Da tritt sie auch schon auf und empfiehlt den Ankömmlingen dringend sofortige Umkehr. Denn der Ort ist „von Abgrundwassern stinkend überspült“. Diese brächten den Tod. Zudem zeigt die Schwester ihrem Bruder Orest jenes von Blut starrende doppelschärfige Beil, das immer noch daliegt und mit dem die Mutter den Vater erschlagen hatte. Außerdem, so konstatiert Elektra weiter, stehe Orest auf der Stelle, an der Kassandra von Aigisthos, dem Buhlen der Mutter, mit dem Schwert umgebracht worden war. Der Blutstrahl aus Kassandras tödlicher Wunde habe Elektra zur Seherin gewandelt, behauptet letztere.
Pylades will seine Jugendliebe Elektra freien; erneuert seinen Antrag. Elektra erwidert abschlägig: „Nichts darf vom blutigen Richteramt mich abziehn.“ Nach ihrer Bluttat hatte die Mutter die Tochter eingeschlossen. Elektra konnte flüchten und hält sich seither im verfallenden Demetertempel auf. Sie hatte die Leiche des Vaters verbrannt. Nun übergibt sie dem Bruder das Beil und fordert ihn zum Muttermord auf. Orest, der doch eigentlich Rache wollte, ist hin- und hergerissen; nennt die Schwester „furchtbares Weib“. Die Drei verbergen sich, als zwei Fußgänger nahen.
Königin Klytämnestra und Aigisthos suchen im Demetertempel Schutz vor einem Unwetter. Klytämnestra erkennt den Ort nicht. Pylades tritt aus der Deckung. Aigisthos spielt sich als König der Argolis auf. Da muss Pylades widersprechen: Orest habe zu Recht Anspruch auf den Titel. Die beiden Streithähne schlagen sich mit Schwertern. Als Klytämnestra Einhalt gebietet und immer noch nicht weiß, wohin sie geraten ist, tritt Elektra vor und gibt der Mutter eine Kostprobe ihrer seherischen Potenz:
„Dies ist der heilige Ort, an dem der Größte
in Hellas schuldlos starb; sein heiliges Grabmal
und das verfluchte Grabmal eine Gattin,
die seine war und ihren Herrn erschlug.“
Die Mutter versetzt, sie habe alles richtig gemacht, denn sie habe einen Tochtermörder erschlagen. Pylades muss korrigieren: Iphignie „lebt als Priesterin der grausen Göttin Hekate zu Tauris“.
Elektra kommt zur Sache; will die Mutter erwürgen. Orest, immer noch mit dem Beil in der Hand, steht daneben. Aigisthos will ihm das Mordwerkzeug entwinden, doch Elektra nimmt es an sich. Klytämnestra, sich ihrer Königsmacht gewiss, will alle drei Verschwörer einsperren lassen.
Orest fordert Rechenschaft. Die Mutter lügt; bestreitet die Ermordung des Vaters. In einem plötzlichen Sinneswandel will sie dem Sohn das Königreich übergeben. Da macht „König“ Aigisthos, von Klytämnestra ernannt,  nicht mit. Als er Orest verprügeln will, wird er von Pylades mit dem Schwert gerichtet. Der Beifall Elektras folgt auf dem Fuße: Pylades sei ein Mann geworden.
Was hat Klytämnestra für zwei Kinder? Sie kann es nicht fassen, fällt Orest an und würgt ihn. Der Sohn erschlägt die Mutter mit dem Beil.

## Rezeption
- 1954: Fiedler vergleicht den Hauptmannschen Orest mit dem Oreste Sartes in Die Fliegen aus dem Jahr 1943. Im Gegensatz zu Orest handele Oreste aus Überzeugung.[12]
- 1984 Sprengel schreibt, Klytämnestra falle einer Hamlet-Gestalt zum Opfer. Sie werde „im selben kultischen Quellenraum“ getötet, in dem sie zuvor tötete. Orest töte seine Mutter erst, nachdem er von der Schwester angespornt, vom Freund unterstützt und von der Mutter angefallen wird.[13]
- 1998: Santini: Gerhart Hauptmann schreibe aus der Sicht des Jahres 1944, wird beherrscht vom „Gefühl des nahenden Todes“ und dem „Schrecken dieser Welt“[14]. Des Weiteren bemängelt Santini, die Erkennungsszene Elektra und Orest sei „kaum dramatisch ausgestaltet“ und Elektras „dämonische Hysterie“ und Orests „völlige Labilität“ seien Gerhart Hauptmanns Erfindung.[15]

### Buchausgaben
- Agamemnons Tod. Elektra. Tragödien, der Atriden-Tetralogie zweiter und dritter Teil. Suhrkamp, Berlin 1948[16]

Verwendete Ausgabe:
- Elektra. Tragödie. S. 441–472 in Gerhart Hauptmann: Ausgewählte Dramen in vier Bänden. Bd. 4. 543 Seiten. Aufbau-Verlag, Berlin 1952

### Sekundärliteratur
- Die Atridentetralogie. S. 76–82 in: Gerhart Hauptmann: Ausgewählte Dramen in vier Bänden. Bd. 1. Mit einer Einführung in das dramatische Werk Gerhart Hauptmanns von Hans Mayer. 692 Seiten. Aufbau-Verlag, Berlin 1952
- Gerhard Stenzel (Hrsg.): Gerhart Hauptmanns Werke in zwei Bänden. Band II. 1072 Seiten. Verlag Das Bergland-Buch, Salzburg 1956 (Dünndruck), S. 1063–1064
- Elektra. S. 113–117 in Ralph Fiedler (* 1926 in Berlin-Röntgental): Die späten Dramen Gerhart Hauptmanns. Versuch einer Deutung. 152 Seiten. Bergstadtverlag Wilhelm Gottlieb Korn, München 1954
- Die Atriden-Tetralogie. S. 247–263 in Peter Sprengel: Gerhart Hauptmann. Epoche – Werk – Wirkung. 298 Seiten. C.H. Beck, München 1984 (Beck´sche Elementarbücher), ISBN 3-406-30238-6
- Elektra (1947). S. 244–245 in: Friedhelm Marx: Gerhart Hauptmann. Reclam, Stuttgart 1998 (RUB 17608, Reihe Literaturstudium). 403 Seiten, ISBN 3-15-017608-5
- Daria Santini: Gerhart Hauptmann zwischen Modernität und Tradition. Neue Perspektiven zur Atriden-Tetralogie. Aus dem Italienischen übersetzt von Benjamin Büttrich. 172 Seiten. Verlag Erich Schmidt, Berlin 1998 (Diss. Universität Pisa 1995, Veröffentlichungen der Gerhart-Hauptmann-Gesellschaft, Bd. 8). ISBN 3-503-03792-6